# Gold (Bob Marley & The Wailers)
Gold è una compilation a due dischi di Bob Marley & The Wailers, pubblicata nel 2005 su etichetta Island Records.
Essa contiene brani che vanno dall'album Catch a Fire (1973) fino al postumo Confrontation.

## Tracce

### Disco 1
1. Stir It Up
2. Slave Driver
3. Concrete Jungle
4. Get Up, Stand Up
5. I Shot the Sheriff
6. Burnin’ and Lootin’
7. Lively Up Yourself
8. Rebel Music (Three O’Clock Roadblock)
9. Trenchtown Rock (live)
10. No Woman, No Cry (live)
11. Jah Live
12. Positive Vibration
13. Roots, Rock, Reggae
14. Crazy Baldhead
15. Natural Mystic
16. Exodus
17. Jammin’

### Disco 2
1. One Love/People Get Ready
2. Waiting in Vain
3. Punky Reggae Party
4. Is This Love
5. Sun Is Shining
6. Satisfy My Soul
7. Kinky Reggae (live)
8. Medley: War/No More Trouble (live)
9. So Much Trouble in the World
10. Africa Unite
11. One Drop
12. Could You Be Loved
13. Coming in from the Cold
14. Redemption Song
15. Buffalo Soldier
16. Rastaman Live Up
17. Iron Lion Zion